# Ferrari 275 GTB
La Ferrari 275 GTB è una berlinetta (da cui la B nella sigla) prodotta dalla casa automobilistica italiana Ferrari ed è stata presentata per la prima volta nel 1964 al Salone dell'automobile di Parigi, insieme alla versione spider denominata Ferrari 275 GTS; la GTS si differenzia per il disegno della carrozzeria, privo, fra l'altro, dei fari carenati. La GTB aveva linee tese e slanciate, con particolari che evocavano immediatamente il mondo delle corse, come le famose uscite d'aria laterali, la coda tronca e i fari carenati, tipici della 250 GTO. 
Su commissione della NART di Luigi Chinetti, tra il 1966 e il 1967 vennero costruite dieci vetture speciali in versione spider, denominate 275 GTB/4 Spyder N.A.R.T., con carrozzeria identica alla berlinetta GTB/4, escluso il tettuccio in tela.
Fu anche preparata una versione per le competizioni, la 275 GTB/C Competizione.

## Storia
La 275 GTB nacque nel 1964 come erede delle Ferrari 250, rispetto ad esse però assumeva caratteristiche tecniche innovative: per la prima volta su una vettura gran turismo Ferrari, vennero adottate e montate su tutte le 275, le sospensioni a 4 ruote indipendenti e il cambio a 5 marce; e sulle ultime 275 prodotte, venne inoltre adottata anche la distribuzione bialbero.

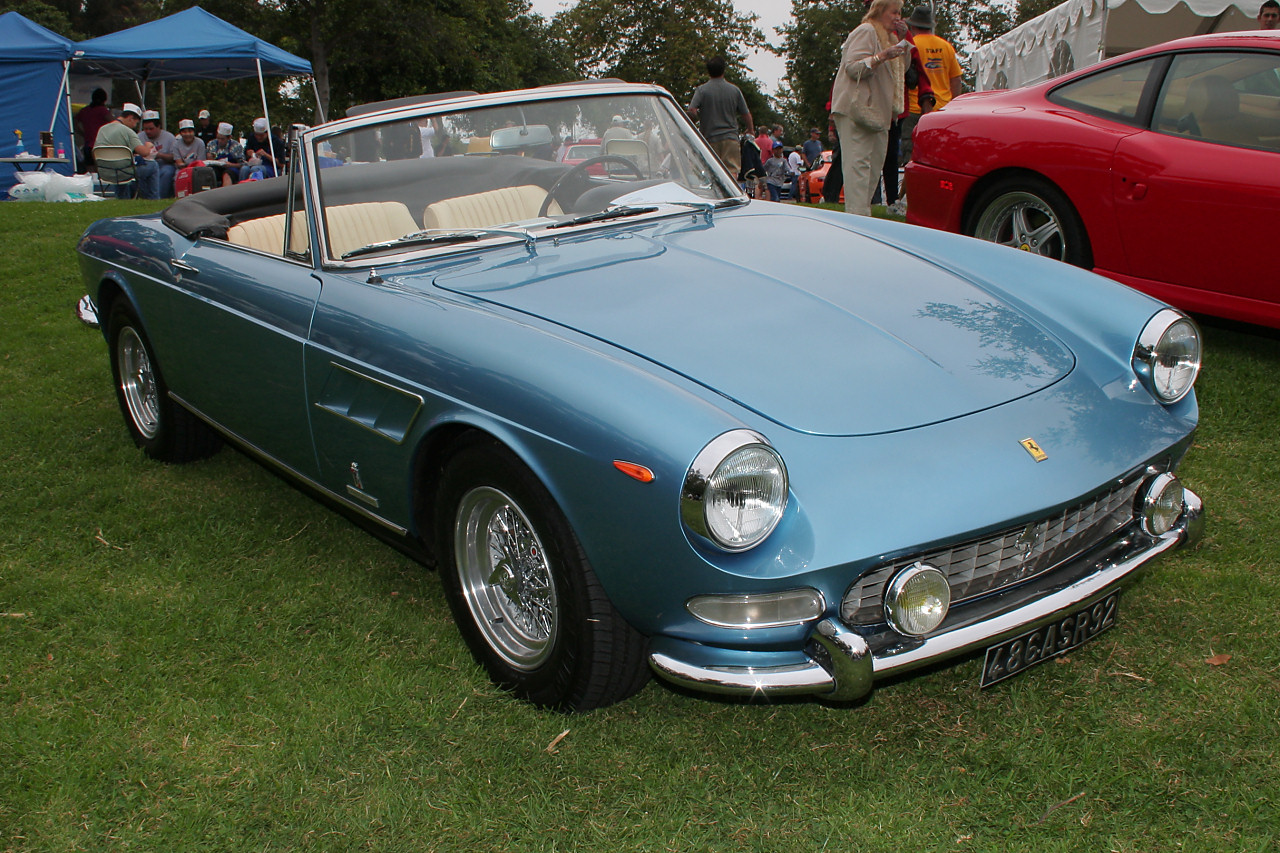
Ferrari 275 GTS del 1965

Varie di queste importanti migliorie tecniche, furono introdotte anche in risposta alla neonata Lamborghini, che con la 350 GTV le aveva portate per prima sulle vetture GT di serie.
La linea era dovuta al design di Pininfarina, che disegnò una filante carrozzeria aerodinamica coupé, sostenuta da un telaio a longheroni tubolari con sezione ovale, in acciaio e con estensioni tubolari diagonali. La vettura aveva un lungo cofano che sottolineava il V12 di Maranello, il quale, grazie alla rinnovata griglia frontale e alle 4 "branchie" sui parafanghi anteriori, poteva raffreddarsi meglio e spingere di più. I fanali anteriori erano carenati, l'abitacolo spostato verso la parte posteriore, e uno spoiler molto pronunciato aiutava il funzionamento della coda tronca. Sul montante posteriore erano presenti altre 3 "branchie" per l'aria viziata che usciva dall'abitacolo. Le berlinette erano assemblate dalla carrozzeria Scaglietti di Modena e poteva essere o in acciaio con parti mobili in alluminio, o interamente in alluminio. Le GTS invece venivano allestite direttamente a Torino dalla Pininfarina stessa.

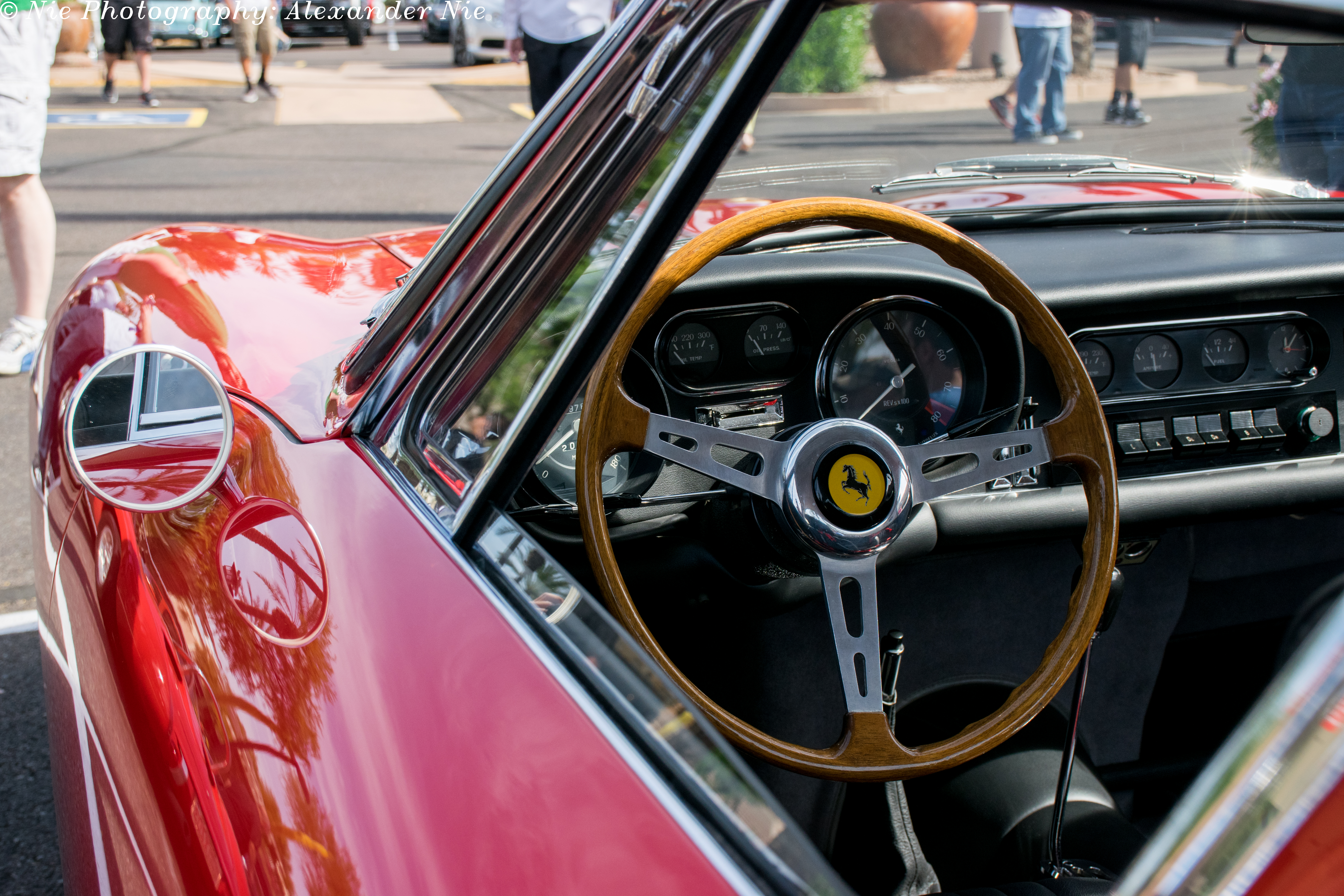
Dettaglio degli interni di una Ferrari 275 GTB

Gli interni erano in pelle con un completo cruscotto (tachimetro, contagiri, temperatura dell'olio, pressione dell'olio, indicatore del livello carburante, orologio analogico, temperatura dell'acqua e amperometro), volante in legno, griglia selettrice in alluminio, posacenere e soglie battitacco in alluminio. Curiosa la posizione della leva del freno a mano a lato davanti alla leva del cambio.
Sul piano meccanico si manteneva il V12 in lega progettato da Gioachino Colombo con l'alesaggio aumentato per raggiungere la cilindrata unitaria di 275 cm³ e quella totale attorno ai 3,3 litri. Veniva alimentato da 3 carburatori Weber doppio corpo (che permettevano la potenza di 280 CV a 7600 giri/min) o da 6 Weber doppio corpo (con potenza che arrivava a 300 CV a 7500 giri/min). Questa è sia l'ultima Ferrari con distribuzione monoalbero che la prima con distribuzione bialbero, versione GTB/4 del 1966. Il telaio era formato da un traliccio di tubi in acciaio speciale 596. Le sospensioni erano a quattro ruote indipendenti, con schema a quadrilateri deformabili su tutte le ruote e barre antirollio anteriori e posteriori. I freni erano a disco Dunlop sulle 4 ruote con servofreno. La novità più grande era un cambio a 5 marce completamente nuovo e costruito interamente alla Ferrari, posto sopra l'asse posteriore, in blocco col differenziale, secondo lo schema Transaxle. Lo sterzo era a vite e rullo. Calzava cerchi in lega leggera anche se poteva avere cerchi a raggi Borrani da "15.
Tutto questo la rendeva molto maneggevole e veloce, tuttavia le sue prestazioni erano penalizzate dal peso e dai freni a disco troppo piccoli e poco resistenti al fading.

## Le serie e le versioni

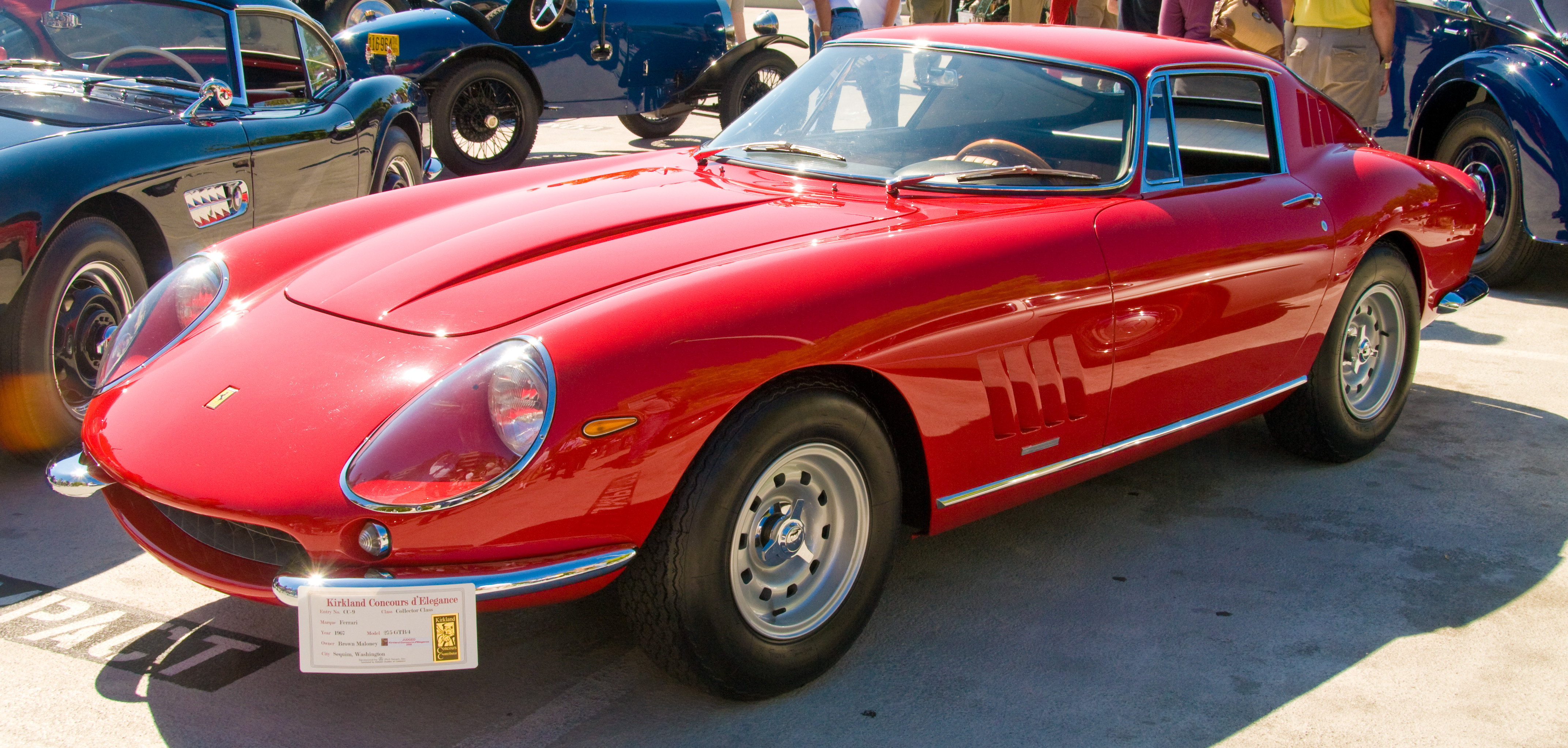
La 275 GTB/4 "naso lungo"

Le 275 GTB furono prodotte in diverse serie: 240 circa della prima serie, 4 Prototipo Competizione, 200 circa a muso lungo, 12 della seconda serie, 320 GTB/4 e 10 Spider N.A.R.T. su base GTB/4.
La maggior parte delle 275 GTB prodotte tra il 1964 e la fine del 1965, aveva 3 carburatori, ruote in lega, carrozzeria in acciaio, serbatoio centrale, e carter umido anche se alcune ebbero il carter secco o la carrozzeria in alluminio, tutto ciò rientra nella normale politica di personalizzazione di una Ferrari. 

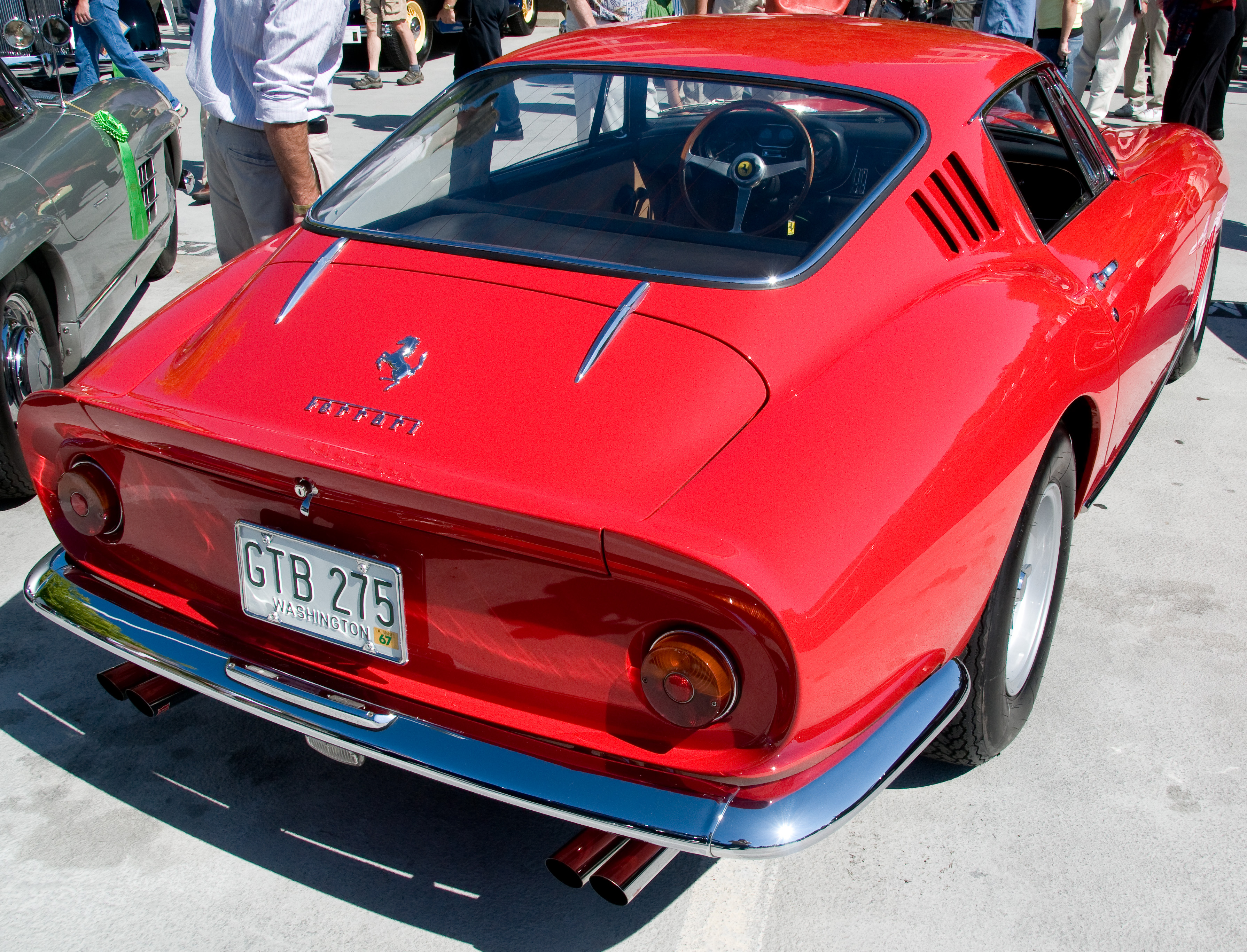
Il posteriore della 275 del 1967

La modifica meccanica più importante fu l'adozione di un tubo che univa solidamente motore e cambio attraverso cui passava l'albero di trasmissione, ciò aumentava la rigidità torsionale riduceva le vibrazioni aumentando notevolmente il comfort di marcia.
Le "muso lungo" furono prodotte dal dicembre 1965 con lunotto più grande, cofano bagagli più ampio e con cerniere esterne, serbatoio sdoppiato, gocciolatoi sui finestrini, e, appunto, muso lungo, studiato per aumentare la deportanza della parte anteriore che sulle "muso corto" si sollevava a circa 160 Km/h.
Le 12 vetture "seconda serie" furono delle monoalbero allestite corsa con carter secco e 6 carburatori e carrozzerie che anticipavano i dettagli tipici della successiva "GTB/4".
Nel 1966, sempre al Salone di Parigi, viene presentata una versione con 4 alberi a camme, chiamata GTB/4; questa versione si distingue facilmente per il rigonfiamento presente sul cofano motore. Inoltre venne adottato un differenziale ZF a scorrimento limitato. Il nuovo layout delle camme non incrementò tanto la potenza massima, sempre 300 CV ma a 8000 giri/min., quanto l'erogazione della potenza. Adesso il motore era molto più reattivo e pronto dai 5000 giri in su.
La testa a 4 camme era derivata da un progetto destinato ad una Sport del 1957. Il progetto venne abbandonato per essere ripreso per la GTB/4. Né i passaggi di acqua e olio, né i fori per i prigionieri dovettero essere adattati, andavano già bene. La catena di distribuzione venne fatta passare su pignoni posti davanti alle teste, mantenendo lo stesso schema a 3 catene della monoalbero, il moto veniva "diviso" nei due alberi a camme da un semplice ingranaggio ausiliario.

## Versioni speciali

### La 275 GTB/C "Competizione"

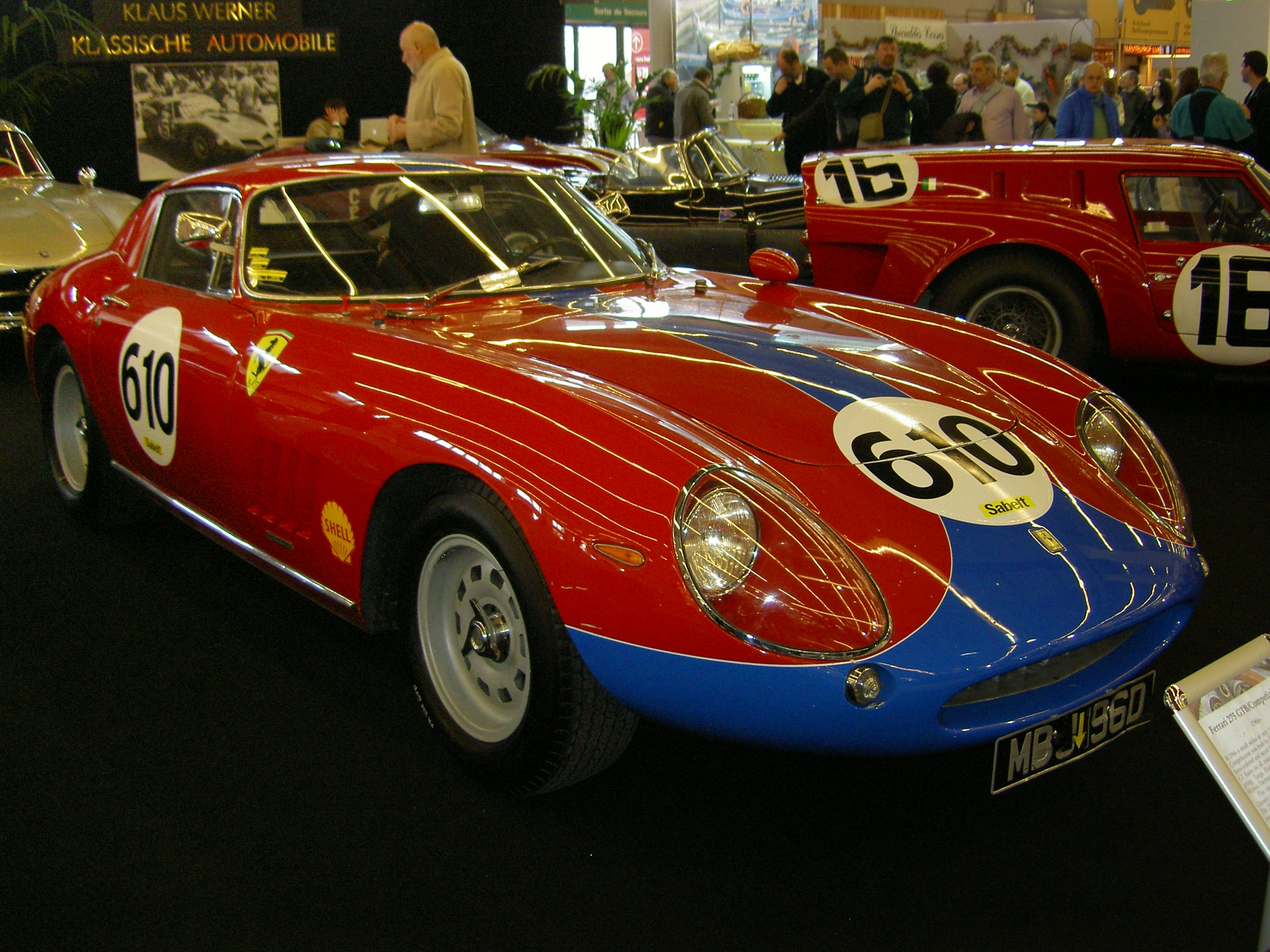
Una Ferrari 275 GTB/C

Nel 1965 fu preparata una versione da corsa, la 275 GTB Competizione, che aveva il difficile compito di sostituire la vincente 250 GTO, ormai al limite dello sviluppo, nelle gare dell'International Championship for GT Manufacturers, riservate alle Gran Turismo e dove infieriva la guerra Cobra-Ferrari.
Gli esemplari Competizione furono soltanto 4, quelli allestiti fuori produzione dalla Ferrari stessa e che vennero omologati nella categoria "Prototipo" per la quantità di modifiche apportate. Alcuni esemplari di serie vengono definiti impropriamente "Competizione" solo per esser stati utilizzati da alcuni gentleman-driver e avere quindi alcune caratteristiche apportate alle Competizione allestite dalla casa; i motori montati negli esemplari "Clienti" avevano da 275 a 300cv e da 3 a 6 carburatori a seconda del livello di elaborazione e dell'anno di allestimento a differenza degli esemplari "Casa", tutti con 350cv.
Queste modifiche prevedevano la carrozzeria abbassata in alluminio con bocchettone per il rifornimento esterno, parafanghi allargati per ospitare pneumatici maggiorati, "branchie" anche per i parafanghi posteriori, presa d'aria sul cofano, telaio con tubi più sottili, interni alleggeriti, motori con particolari in magnesio, 6 carburatori Weber doppio corpo, il rapporto di compressione elevato a 9,8:1 invece di 9,2:1 della versione stradale, cerchi a raggi Borrani da "15 e finestrini in plexiglas.
Nel corso della sua carriera sportiva ottenne numerosi successi. Primi fra tutti quelli di classe conseguiti alla 24 Ore di Le Mans, gara vinta tre volte di fila nel 1965, 1966 e 1967. Inoltre trionfò nella sua classe alla 24 Ore di Daytona del 1969 e fu in grado di conquistare titoli di classe nelle classiche dalla durata di 1000 km come Monza (1966, 1967), Spa-Francorchamps (1969) e Nurburgring (1966).

### La 275 GTB/4 Spider N.A.R.T.

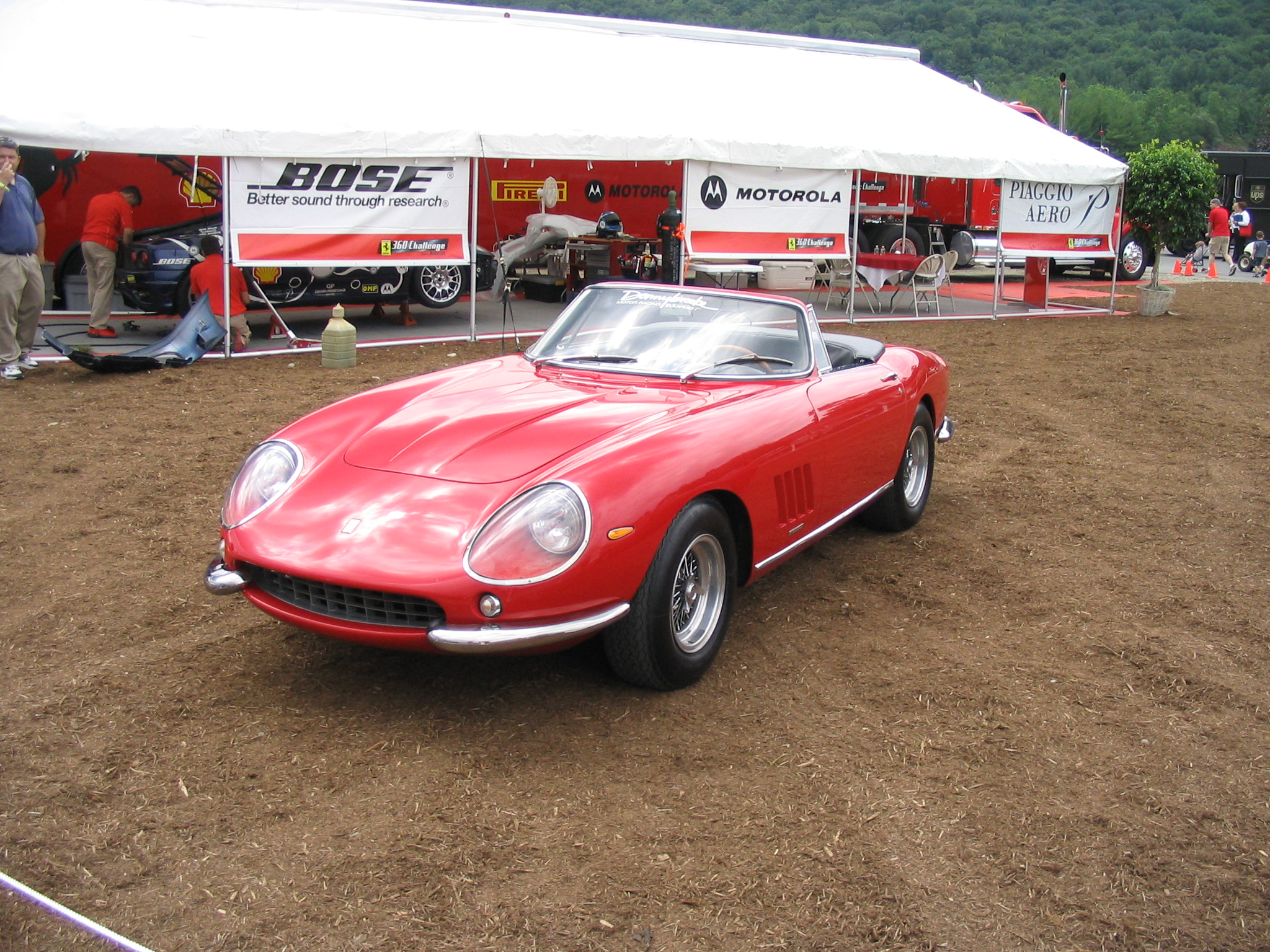
Una delle 10 Ferrari 275 GTB/4 Spyder N.A.R.T.

Nel 1967 l'imprenditore, ex-pilota e responsabile del North American Racing Team (NART), Luigi Chinetti chiese a Enzo Ferrari la costruzione in piccola serie di 275 GTB/4 Spider per i suoi clienti più importanti. Eccezionalmente la Ferrari acconsentì alla produzione ma dalle sue officine uscirono solamente 10 esemplari di Ferrari 275 GTB/4 Spider NART. Di queste 9 attraversarono l'Atlantico e solo 1 rimase in Europa. La Spider NART manteneva l'autotelaio della 275 GTB/4 con potenza ridotta a 260cv e la linea muscolosa, salvo per il tettuccio morbido ripiegabile. L'autotelaio 275 a 4 alberi a camme e la linea mozzafiato unite alla rarità del modello la rendono una delle auto più desiderabili al mondo, tant'è che proprio una di queste Spider NART si è dimostrata l'auto più cara di sempre. Luigi Chinetti vendette direttamente questi 9 esemplari a personalità illustri e suoi clienti affezionati, tra cui Steve McQueen e Eddie Smith. Proprio la Ferrari 275 GTB/4 Spider NART #8 di Eddie Smith è stata venduta all'asta per beneficenza nel 2013 per la cifra record di 27.5 milioni di dollari all'imprenditore Lawrence Stroll, che negli anni '90 lanciò su scala mondiale il marchio Tommy Hilfiger. Questo prezzo venne raggiunto sia per le ottime condizioni di originalità, sempre del primo proprietario fino alla sua scomparsa, che per la rarità del modello e anche per lo scopo benefico dell'asta. Ciò la rese in quel momento l'auto più cara di sempre.

### Steve McQueen e le Ferrari 275 GTB/4
L'attore (e pilota) statunitense Steve McQueen ha posseduto 2 Ferrari 275 GTB, una Spider Nart e una GTB/4 del 1967.
La prima vettura finisce distrutta, pochi giorni dopo averla ritirata, a causa di un tamponamento subito durante la lavorazione del film Il caso Thomas Crown. Così McQueen decide di sostituirla con una nuova 275 GTB/4, più precisamente la #269 prodotta, numero di telaio #10621, numero motore #226 con carrozzeria Scaglietti #A0278. La macchina viene consegnata al concessionario Hollywood Sports Car color nocciola con interni neri ed è lì che viene acquistata verso la fine del 1967.
Non essendo soddisfatto né del colore della carrozzeria, né di quello degli interni, la porta nell'officina di Lee Brown per farla personalizzare. In poco tempo la vettura viene riverniciata di Rosso Chianti e le vengono aggiunti uno specchietto retrovisore aerodinamico e un'antenna elettrica insieme ai cerchi a raggi Borrani recuperati dalla Spider NART. Così modificata rimane di proprietà dell'attore per 5 anni.
In seguito la vettura viene venduta ad un altro attore, per finire incidentata e abbandonata in un magazzino danneggiata nella parte posteriore, finché nel 1980 viene convertita in spider restando con uno stesso proprietario fino al 2000. Da qui passa di mano in mano e solo nel 2012 col restauro integrale eseguito da Ferrari Classiche l'auto ha ritrovato il tetto e un allestimento identico a quello con cui veniva guidata quotidianamente da Steve McQueen negli anni '60.

## Dati tecnici
| Caratteristiche tecniche - Ferrari 275 GTB | Caratteristiche tecniche - Ferrari 275 GTB | Caratteristiche tecniche - Ferrari 275 GTB | Caratteristiche tecniche - Ferrari 275 GTB | Caratteristiche tecniche - Ferrari 275 GTB | Caratteristiche tecniche - Ferrari 275 GTB |
| --- | --- | --- | --- | --- | --- |
| | | | | | |
| Configurazione | | | | | |
| Carrozzeria: coupé 2 porte, saldata e imbullonata al telaio                                                                                       | Carrozzeria: coupé 2 porte, saldata e imbullonata al telaio | Posizione motore: anteriore longitudinale | Posizione motore: anteriore longitudinale | Trazione: posteriore | Trazione: posteriore |
| Dimensioni e pesi | | | | | |
| Ingombri (lungh.×largh.×alt. in mm): 4410 × 1725 × 1200                                                                                           | Ingombri (lungh.×largh.×alt. in mm): 4410 × 1725 × 1200 | Ingombri (lungh.×largh.×alt. in mm): 4410 × 1725 × 1200 | Ingombri (lungh.×largh.×alt. in mm): 4410 × 1725 × 1200 | Diametro minimo sterzata: | Diametro minimo sterzata: |
| Interasse: 2400 mm | Interasse: 2400 mm | Carreggiate: anteriore 1400 - posteriore 1420 mm | Carreggiate: anteriore 1400 - posteriore 1420 mm | Altezza minima da terra: | Altezza minima da terra: |
| Posti totali: 2 | Posti totali: 2 | Bagagliaio: | Bagagliaio: | Serbatoio: sdoppiato, 94 l | Serbatoio: sdoppiato, 94 l |
| Masse | a vuoto: 1050 kg / rimorchiabile: auto non adatta al rimorchio kg | a vuoto: 1050 kg / rimorchiabile: auto non adatta al rimorchio kg | a vuoto: 1050 kg / rimorchiabile: auto non adatta al rimorchio kg | a vuoto: 1050 kg / rimorchiabile: auto non adatta al rimorchio kg | a vuoto: 1050 kg / rimorchiabile: auto non adatta al rimorchio kg |
| Meccanica | | | | | |
| Tipo motore: V12 di 60°, testate e basamento in lega leggera, albero a gomiti su 7 supporti                                                       | Tipo motore: V12 di 60°, testate e basamento in lega leggera, albero a gomiti su 7 supporti | Tipo motore: V12 di 60°, testate e basamento in lega leggera, albero a gomiti su 7 supporti | Cilindrata: (77 x 58,8 mm) 273,81 - 3.285,73 cm³ | Cilindrata: (77 x 58,8 mm) 273,81 - 3.285,73 cm³ | Cilindrata: (77 x 58,8 mm) 273,81 - 3.285,73 cm³ |
| Distribuzione: 2 valvole per cilindro, 1 albero a camme in testa per bancata (GTB e GTS); 2 alberi a camme in testa per bancata (GTB/4)           | Distribuzione: 2 valvole per cilindro, 1 albero a camme in testa per bancata (GTB e GTS); 2 alberi a camme in testa per bancata (GTB/4) | Distribuzione: 2 valvole per cilindro, 1 albero a camme in testa per bancata (GTB e GTS); 2 alberi a camme in testa per bancata (GTB/4) | Alimentazione: 3 carburatori Weber 40 DCZ/6 (GTB/GTS) oppure 6 carburatori 40DCN3 (solo per la GTB); 6 carburatori 40DCN (GTB/4) | Alimentazione: 3 carburatori Weber 40 DCZ/6 (GTB/GTS) oppure 6 carburatori 40DCN3 (solo per la GTB); 6 carburatori 40DCN (GTB/4) | Alimentazione: 3 carburatori Weber 40 DCZ/6 (GTB/GTS) oppure 6 carburatori 40DCN3 (solo per la GTB); 6 carburatori 40DCN (GTB/4) |
| Prestazioni motore | Potenza: 280 CV a 7600 giri/min (la GTB con 3 carburatori); 260 CV a 7000 giri/min (la GTS con 3 carburatori); 300 CV a 7500 giri/min (la GTB con 6 carburatori); 300 CV a 8000 giri/min (la GTB/4) / Coppia: 30Kgm a 6000 giri/min (la GTB con 3 carburatori); 32 Kgm a 6200 giri/min (la GTB con 6 carburatori e la GTB/4) | Potenza: 280 CV a 7600 giri/min (la GTB con 3 carburatori); 260 CV a 7000 giri/min (la GTS con 3 carburatori); 300 CV a 7500 giri/min (la GTB con 6 carburatori); 300 CV a 8000 giri/min (la GTB/4) / Coppia: 30Kgm a 6000 giri/min (la GTB con 3 carburatori); 32 Kgm a 6200 giri/min (la GTB con 6 carburatori e la GTB/4) | Potenza: 280 CV a 7600 giri/min (la GTB con 3 carburatori); 260 CV a 7000 giri/min (la GTS con 3 carburatori); 300 CV a 7500 giri/min (la GTB con 6 carburatori); 300 CV a 8000 giri/min (la GTB/4) / Coppia: 30Kgm a 6000 giri/min (la GTB con 3 carburatori); 32 Kgm a 6200 giri/min (la GTB con 6 carburatori e la GTB/4) | Potenza: 280 CV a 7600 giri/min (la GTB con 3 carburatori); 260 CV a 7000 giri/min (la GTS con 3 carburatori); 300 CV a 7500 giri/min (la GTB con 6 carburatori); 300 CV a 8000 giri/min (la GTB/4) / Coppia: 30Kgm a 6000 giri/min (la GTB con 3 carburatori); 32 Kgm a 6200 giri/min (la GTB con 6 carburatori e la GTB/4) | Potenza: 280 CV a 7600 giri/min (la GTB con 3 carburatori); 260 CV a 7000 giri/min (la GTS con 3 carburatori); 300 CV a 7500 giri/min (la GTB con 6 carburatori); 300 CV a 8000 giri/min (la GTB/4) / Coppia: 30Kgm a 6000 giri/min (la GTB con 3 carburatori); 32 Kgm a 6200 giri/min (la GTB con 6 carburatori e la GTB/4) |
| Accensione: singola, 2 bobine con 2 spinterogeni (1 coppia per bancata)                                                                           | Accensione: singola, 2 bobine con 2 spinterogeni (1 coppia per bancata) | Accensione: singola, 2 bobine con 2 spinterogeni (1 coppia per bancata) | Impianto elettrico: 12V | Impianto elettrico: 12V | Impianto elettrico: 12V |
| Frizione: monodisco a secco, molla a diaframma | Frizione: monodisco a secco, molla a diaframma | Frizione: monodisco a secco, molla a diaframma | Cambio: a cinque marce ̟ RM, montato al posteriore in blocco col differenziale (schema Transaxle) | Cambio: a cinque marce ̟ RM, montato al posteriore in blocco col differenziale (schema Transaxle) | Cambio: a cinque marce ̟ RM, montato al posteriore in blocco col differenziale (schema Transaxle) |
| Telaio | | | | | |
| Corpo vettura | a longheroni tubolari a sezione ovale con estensioni laterali tubolari a traversa e crociere diagonali con carrozzeria in acciaio/alluminio o alluminio saldata e imbullonata | a longheroni tubolari a sezione ovale con estensioni laterali tubolari a traversa e crociere diagonali con carrozzeria in acciaio/alluminio o alluminio saldata e imbullonata | a longheroni tubolari a sezione ovale con estensioni laterali tubolari a traversa e crociere diagonali con carrozzeria in acciaio/alluminio o alluminio saldata e imbullonata | a longheroni tubolari a sezione ovale con estensioni laterali tubolari a traversa e crociere diagonali con carrozzeria in acciaio/alluminio o alluminio saldata e imbullonata | a longheroni tubolari a sezione ovale con estensioni laterali tubolari a traversa e crociere diagonali con carrozzeria in acciaio/alluminio o alluminio saldata e imbullonata |
| Sterzo | a vite e rullo | a vite e rullo | a vite e rullo | a vite e rullo | a vite e rullo |
| Sospensioni | anteriori: ruote indipendenti, quadrilateri deformabili, ammortizzatori idraulici telescopici Koni con molle elicoidali / posteriori: ruote indipendenti, quadrilateri deformabili, ammortizzatori idraulici telescopici Koni con molle elicoidali montati sopra al braccio oscillante superiore                             | anteriori: ruote indipendenti, quadrilateri deformabili, ammortizzatori idraulici telescopici Koni con molle elicoidali / posteriori: ruote indipendenti, quadrilateri deformabili, ammortizzatori idraulici telescopici Koni con molle elicoidali montati sopra al braccio oscillante superiore                             | anteriori: ruote indipendenti, quadrilateri deformabili, ammortizzatori idraulici telescopici Koni con molle elicoidali / posteriori: ruote indipendenti, quadrilateri deformabili, ammortizzatori idraulici telescopici Koni con molle elicoidali montati sopra al braccio oscillante superiore                             | anteriori: ruote indipendenti, quadrilateri deformabili, ammortizzatori idraulici telescopici Koni con molle elicoidali / posteriori: ruote indipendenti, quadrilateri deformabili, ammortizzatori idraulici telescopici Koni con molle elicoidali montati sopra al braccio oscillante superiore                             | anteriori: ruote indipendenti, quadrilateri deformabili, ammortizzatori idraulici telescopici Koni con molle elicoidali / posteriori: ruote indipendenti, quadrilateri deformabili, ammortizzatori idraulici telescopici Koni con molle elicoidali montati sopra al braccio oscillante superiore                             |
| Freni | anteriori: a disco Dunlop / posteriori: a disco Dunlop, con servofreno | anteriori: a disco Dunlop / posteriori: a disco Dunlop, con servofreno | anteriori: a disco Dunlop / posteriori: a disco Dunlop, con servofreno | anteriori: a disco Dunlop / posteriori: a disco Dunlop, con servofreno | anteriori: a disco Dunlop / posteriori: a disco Dunlop, con servofreno |
| Pneumatici | 205VR14 Pirelli Cinturato o XWX 205-14 Michelin / Cerchi: in lega 650 X 14 o 700 X 14 o a raggi Borrani 650 X 15 | 205VR14 Pirelli Cinturato o XWX 205-14 Michelin / Cerchi: in lega 650 X 14 o 700 X 14 o a raggi Borrani 650 X 15 | 205VR14 Pirelli Cinturato o XWX 205-14 Michelin / Cerchi: in lega 650 X 14 o 700 X 14 o a raggi Borrani 650 X 15 | 205VR14 Pirelli Cinturato o XWX 205-14 Michelin / Cerchi: in lega 650 X 14 o 700 X 14 o a raggi Borrani 650 X 15 | 205VR14 Pirelli Cinturato o XWX 205-14 Michelin / Cerchi: in lega 650 X 14 o 700 X 14 o a raggi Borrani 650 X 15 |
| Prestazioni dichiarate | | | | | |
| Velocità: 250 km/h (la GTB con 3 carburatori); 257 km/h (la GTB con 6 carburatori); 245 km/h (la GTS con 3 carburatori); 268 km/h (la GTB/4) km/h | Velocità: 250 km/h (la GTB con 3 carburatori); 257 km/h (la GTB con 6 carburatori); 245 km/h (la GTS con 3 carburatori); 268 km/h (la GTB/4) km/h | Velocità: 250 km/h (la GTB con 3 carburatori); 257 km/h (la GTB con 6 carburatori); 245 km/h (la GTS con 3 carburatori); 268 km/h (la GTB/4) km/h | Accelerazione: 0-100 km/h: 7,00s Km da fermo 25,40s | Accelerazione: 0-100 km/h: 7,00s Km da fermo 25,40s | Accelerazione: 0-100 km/h: 7,00s Km da fermo 25,40s |
| Consumi | 21.7 l/100Km | 21.7 l/100Km | 21.7 l/100Km | 21.7 l/100Km | 21.7 l/100Km |